# Luojiang, Quanzhou
Luojiang är ett stadsdistrikt i staden Quanzhou i provinsen Fujian i sydöstra Kina.
Luojiang  är indelat i två stadsdelsdistrikt, tre köpingar och en socken.
Stadsdelsdistrikt (jiedao):

- Shuangyang (双阳街道)
- Wan'an (万安街道)

Köpingar (zhen):

- Heshi (河市镇)
- Luoxi (罗溪镇)
- Majia (马甲镇)

Socknar (xiang):

- Hongshan (虹山乡)